# 石島房太郎
石島 房太郎（いしじま ふさたろう、1903年1月4日 - 1981年12月1日）は、日本の俳優。本名は同じ。

## 経歴・人物
山口県下関市出身。旧制豊浦中学校（現山口県立豊浦高等学校）を中退。
初めは工芸の仕事をしていたが、舞台俳優を目指して1924年に松竹に入り、後に前進座に移る。1935年に『街の入墨者』で映画デビューする。
1937年、石島と同じく前進座に所属していた原ひさ子と結婚した。
1944年に夫婦揃って東宝の専属となり、後に東映などに所属、『ひめゆりの塔』（1953年）や『警視庁物語シリーズ』などの映画に出演した。またテレビドラマにも多く出演した。

## 出演作品

### 映画
- 日本剣豪伝より 血闘柳生谷（1945年、東宝） - 吹川弦次郎
- 或る夜の殿様（1946年、東宝） - 井上直人
- 銀嶺の果て（1947年、東宝） - 鹿の湯の主人
- 女優（1947年、東宝）
- 第二の人生（1947年、東宝） - 社会実業家
- 鶴と子供たち（1948年、東宝教育） - 役場の男
- 青い山脈（1949年、東宝） - 六助の父
- また逢う日まで（1950年、東宝）
- 暴力の街（1950年） - 薬屋
- 戦慄（1950年、東横） - 三輪警部補
- わかれ雲（1951年、新東宝）
- 山河を越えて（1952年、文芸プロ） - 金持ちの旦那
- 早稲田大学（1953年、東映）
- ひめゆりの塔（1953年、東映） - 南舎監長
- 蟹工船（1953年、現代ぷろ） - 大船頭・和田
- 雲ながるる果てに（1953年、重宗プロ）
- ひろしま（1953年、日教組）
- どぶ（1954年、近代映画協会）
- 太陽のない街（1954年、新星映画）
- 足摺岬（1954年、近代映画協会）
- ともしび（1954年、キヌタプロ） - 教育員戸川
- 若い人たち（1954年、全国銀行従業員組合） - 大島
- 狼（1955年、近代映画協会）
- 愛すればこそ（1955年、独立映画） - 近所の人
- 終電車の死美人（1955年、東映） - 田中部長刑事
- 由起子（1955年、中央映画） - 玉木屋支配人
- 真昼の暗黒（1956年、現代ぷろ） - 安原弁護士
- 女優（1956年、近代映画協会） - 明治座頭取
- 嫁ぐ日（1956年、近代映画協会）
- 或る夜ふたたび（1956年、松竹）
- 今どきの嫁（1956年、桜映画社）
- 台風騒動記（1956年、山本プロ） - 坂下
- 多羅尾伴内 戦慄の七仮面（1956年、東映） - 捜査主任戸田
- にっぽんGメン 特別武装班出動（1956年、東映） - 西島捜査二課長
- 銀座のしいのみ（1957年、東映教育）
- 白鳥物語（1957年、東映教育）
- 純愛物語（1957年、東映） - 自誠会指導員
- 爆音と大地（1957年、東映） - 小森
- うなぎとり（1957年、歌舞伎座）
- 警視庁物語シリーズ（東映） 
  - 夜の野獣（1957年） - 渡辺刑事
  - 七人の追跡者（1958年） - 渡辺刑事
  - 魔の伝言板（1958年） - 渡辺刑事
  - 一〇八号車（1959年） - 高山電気商会店主
  - 深夜便一三〇列車（1960年） - 干拓地の刑事
  - 血液型の秘密（1960年） - 古道具屋の主人
  - 不在証明（1961年） - 部長刑事
  - 十二人の刑事（1961年） - 宮城県警課長
  - ウラ付け捜査（1963年） - 赤城捜査係長
- アルプス物語（1958年、東映教育）
- 愛のジェット機（1958年、東映教育）
- 空中サーカス 嵐を呼ぶ猛獣（1958年、東映） - 電飾係
- 高度7000米 恐怖の四時間（1959年、東映） - 警備本部長
- 消えた牛乳びん（1959年、東映教育）
- 特ダネ三十時間シリーズ（東映）
  - 拾った牝豹（1959年） - 桜井
  - 東京租界の女（1961年） - 桑田部長刑事
- 七つの弾丸（1959年、東映） - 松村巡査
- リスとアメリカ人 廃墟の銃声（1959年、東映） - 東洋玩具KK工場主
- からたち日記（1959年、歌舞伎座）
- 二枚の絵（1959年、東映教育）
- 鳩杖（1959年、東映教育）
- 若い潮（1960年、東映教育）
- 道（1960年、東映教育）
- 大いなる旅路（1960年、東映） - 老機関士
- 砂漠を渡る太陽（1960年、東映） - 承徳院医師
- わが胸に鐘は鳴る（1960年、東映教育） - 坂田の親方
- 私たちの結婚（1960年、東映教育）
- 多羅尾伴内 七つの顔の男だぜ（1960年、東映） - 松川刑事
- 第三の疑惑（1960年、東映） - 医療器具支配人
- 決斗の谷（1960年、東映） - 大津主任
- 不死身の男（1960年、東映） - 捜査課長
- 男ならやってみろ（1960年、東映） - 警視庁捜査課長
- はだかっ子（1961年、東映） - 歯医者
- がめつい奴は損をする（1961年、ニュー東映） - 捜査主任
- 荒原牧場の決闘（1961年、東映） - 消費組合理事
- ひばりの母恋いギター（1962年、東映） - 岩吉
- 恐怖の魔女（1962年、東映） - 川島部長刑事
- 海軍（1963年、東映） - 谷真吉
- わが恐喝の人生（1963年、東映） - 清水刑事
- ギャング忠臣蔵（1963年、東映） - 部長刑事
- 昭和残侠伝（1965年、東映） - 戸川
- 証人の椅子（1965年、大映）
- 男はつらいよ（1969年、松竹） - 道男の父
- やさしいにっぽん人（1971年、東プロ）

### テレビドラマ
- JNR公安36号 第27話「裁きの前」（1962年、NET）
- ダイヤル110番（NTV）
- テレビ指定席 隧道（1964年、NHK）
- ウルトラQ 第5話「ペギラが来た!」（1966年、TBS） - 富士井船長
- おはなはん（1967年、NHK） - 校長
- 光速エスパー 第12話「ウイルスの恐怖」（1967年、NTV） - 花村博士
- 天と地と（1969年、NHK） - 医師
- 東芝日曜劇場（TBS）
  - 第654話「なくてはならぬものがたり」（1969年）
  - 第718話「釣忍」（1970年）
- 鬼平犯科帳 第62話「罪ほろぼし」（1970年、NET） - 居酒屋の親爺
- 人形佐七捕物帳 第6話「雷の宿」（1971年、NET） - 宗兵衛
- 天皇の世紀 第12話「義兵」（1971年、ABC） - 山内民部
- 荒野の用心棒 第12話「群狼の宿に愛と死の花が散って…」（1973年6月19日、NET） - 仁兵衛
- ありがとう 第3シリーズ 第9話（1973年6月21日、TBS） - 松崎秀樹
- 寺内貫太郎一家 第20話（1974年、TBS） - 竹中
- 華麗なる一族（1974年、NET） - 安田長兵衛
- 新五捕物帳 第21話「夜に咲く花ふたり花」（1978年、NTV） - 葛飾の老百姓